# 주괴

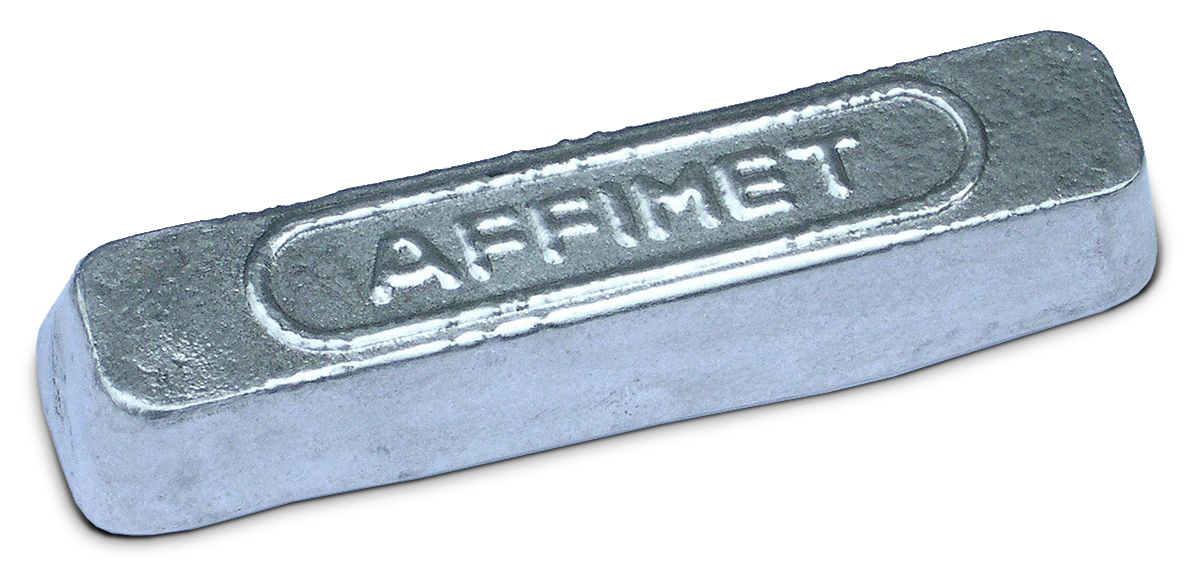
알루미늄괴.

주괴(鑄塊, ingot)란 상대적으로 순도가 높은 물질의 덩어리다. 보통 금속을 가공하기 좋게 주물로 뜬 것을 말한다.

## 같이 보기
- 금덩이(금괴)